# Ken’ichirō Fumita
Ken’ichirō Fumita (jap. 文田健一郎 Fumita Ken’ichirō; ur. 18 grudnia 1995) – japoński zapaśnik walczący w stylu klasycznym. Złoty medalista olimpijski z Paryża 2024  w kategorii 60 kg i srebrny z Tokio 2020 w tej samej wadze.
Mistrz świata w 2017 i 2019; drugi w 2023; trzeci w 2022. Mistrz Azji w 2017 i 2020; trzeci w 2019. Mistrz świata U-23 w 2018 roku.